# Codé di Dona
Codé di Dona, de seu verdadeiro nome Gregório Vaz (Porto Madeira Baixo, atual, concelho de  Santa Cruz, 10 de julho de 1940 — Praia, 5 de janeiro de 2010), foi um músico e compositor cabo-verdiano.
Considerado como uma das figuras incontornáveis do funaná, género musical outrora confinado à ilha de Santiago e hoje com ressonância universal, Codé di Dona nasceu em Porto Madeira Baixo, atual Concelho de Santa Cruz(ex-concelho da Praia, de Cabo Verde)]] e viveu em Chaminé São Domingos, Rocha Lama, Santa Cruz, e viveu parte da sua vida na localidade de São Francisco,onde veio a falecer no mesmo concelho onde nasceu e viveu outro expoente da música cabo-verdiana, Ano Nobo.
Profissionalmente sempre ligado à agricultura e ao pastoreio, reformado como guarda-florestal, Codé di Dona compôs temas clássicos do repertório nacional cabo-verdiano, como "Febri Funaná", "Fomi 47", "Praia Maria", "Yota Barela", "Rufon Baré" e "Pomba", entre dezenas de outros. Codé di Dona emocionou os cabo-verdianos com a singularidade das suas melodias e a poesia das suas letras. A composição "Fomi 47", por exemplo, refere-se a uma das realidades históricas mais marcantes de Cabo Verde: a estiagem de 1947, a fome e a emigração para São Tomé e Príncipe. A imagem da partida do navio "Ana Mafalda" faz parte do imaginário coletivo dos cabo-verdianos, sendo essa música entoada, como um hino, pelos seus vários intérpretes.
Codé di Dona era também exímio tocador do acordeão (ou gaita), a concertina, um dos instrumentos paradigmáticos do funaná, a par do ferrinho. Nessa qualidade de instrumentista, Codé di Dona gravou dois álbuns: o primeiro, Kap Vert, em 1996, e o segundo, em 1998, Codé-di-Dona que foi disco de ouro em Portugal nesse mesmo ano.
Codé di Dona atuou nos principais palcos de Cabo Verde, mas também andou pela Europa, nomeadamente em Portugal, França e Suíça. A sua música faz parte da discografia dos Bulimundo, Finaçon, Simentera, Zeca di Nha Reinalda, Lura e Mário Lúcio Sousa, entre outros.
Como reação à sua morte, o ministro da Cultura de Cabo Verde, Manuel Veiga, afirmou que "Codé di Dona é um trovador que marcou a cultura cabo-verdiana". Por seu lado, o presidente da República de Cabo Verde, Pedro Pires, acrescentou: "Este artista conseguiu interpretar o sentir mais profundo da alma cabo-verdiana, através das suas composições com destaque para o género funaná, de que foi um dos seus maiores expoentes".